# Szczerzec I
Szczerzec I (ukr. Щирець I, ros. Щирец I) – przystanek kolejowy w miejscowości Szczerzec, w rejonie lwowskim, w obwodzie lwowskim, na Ukrainie.
Przystanek istniał przed II wojną światową. Nosił wówczas nazwę Szczerzec Miasto.